# Segundo Gobierno de Ryzhkov
El Segundo Gobierno de Ryzhkov fue el gabinete de la Unión Soviética establecido en 1989 con Nikolái Ryzhkov como jefe de Gobierno, desempeñándose como presidente del Consejo de Ministros. Terminó en 1991.

## Composición[1]
| Ministro                                             | Titular                       | Partido |
| ---------------------------------------------------- | ----------------------------- | ------- |
| Presidente                                           | Nikolái Ryzhkov               | PCUS    |
| Primer Vicepresidente                                | Yuri Masliúkov                | PCUS    |
| Primer Vicepresidente                                | Vladilen Nikitin              | PCUS    |
| Primer Vicepresidente                                | Lev Voronin                   | PCUS    |
| Vicepresidentes                                      | Leonid Abalkin                | PCUS    |
| Vicepresidentes                                      | Igor Belousov                 | PCUS    |
| Vicepresidentes                                      | Aleksandra Biriukova          | PCUS    |
| Vicepresidentes                                      | Vitali Doguzhiev              | PCUS    |
| Vicepresidentes                                      | Vladímir Gusev                | PCUS    |
| Vicepresidentes                                      | Nikolái Laverov               | PCUS    |
| Vicepresidentes                                      | Pável Mostovói                | PCUS    |
| Vicepresidentes                                      | Lev Riabev                    | PCUS    |
| Vicepresidentes                                      | Iván Siláyev                  | PCUS    |
| Vicepresidentes                                      | Stepán Sitarián               | PCUS    |
| Maquinaria Agrícola y Automovilística                | Nikolái Pugin                 | PCUS    |
| Industria de Aviación                                | Appolon Sistov                | PCUS    |
| Industria de Petróleo y Petroquímica                 | Nikolái Lemajev               | PCUS    |
| Aviación Civil                                       | Aleksándr Volkov (1989-1990)  | PCUS    |
| Aviación Civil                                       | Borís Paniukov (1990-1991)    | PCUS    |
| Industria de Carbón                                  | Mijaíl Schadov                | PCUS    |
| Comunicaciones                                       | Erien Pervyshin               | PCUS    |
| Construcción de Industrias de Petróleo y Gas         | Vladímir Chirskov             | PCUS    |
| Cultura                                              | Nikolái Gubenko               | PCUS    |
| Defensa                                              | Dmitri Yázov                  | PCUS    |
| Industria Armamentística                             | Borís Beloúsov                | PCUS    |
| Ingeniería Electrónica                               | Oleg Afimov                   | PCUS    |
| Industria Electrónica                                | Vladislav Kolesnikov          | PCUS    |
| Finanzas                                             | Valentín Pávlov               | PCUS    |
| Industria Pesquera                                   | Nikolái Kotliar               | PCUS    |
| Asuntos Exteriores                                   | Eduard Shevardnadze           | PCUS    |
| Relaciones Económicas Exteriores                     | Konstantín Katushev           | PCUS    |
| Industria Forestal                                   | Vladímir Mélnikov             | PCUS    |
| Ingeniería General                                   | Oleg Shishkin                 | PCUS    |
| Geología                                             | Grigori Gabrieliants          | PCUS    |
| Salud                                                | Yevgueni Chazov (1989-1990)   | PCUS    |
| Salud                                                | Igor Denísov (1990-1991)      | PCUS    |
| Maquinaria Pesada de Construcción                    | Vladímir Velichko             | PCUS    |
| Instalaciones y Construcciones Especiales            | Aleksándr Mijalchenko         | PCUS    |
| Asuntos Internos                                     | Vadim Bakatin (1989-1990)     | PCUS    |
| Asuntos Internos                                     | Borís Pugo (1990-1991)        | PCUS    |
| Justicia                                             | Veniamín Yákolev (1989-1990)  | PCUS    |
| Justicia                                             | Serguéi Lúschikov (1990-1991) | PCUS    |
| Industria de Construcción de Herramientas y Máquinas | Nikolái Panichev              | PCUS    |
| Industria Médica y Microbiológica                    | Valeri Býkov                  | PCUS    |
| Marina Mercante                                      | Yuri Volmer                   | PCUS    |
| Metalurgia                                           | Serafim Kolpakov              | PCUS    |
| Industria de Energía Nuclear                         | Vitali Konovalov              | PCUS    |
| Construcción de Industrias de Petróleo y Gas         | Leonid Filimónov              | PCUS    |
| Energía y Electrificación                            | Yuri Semiónov                 | PCUS    |
| Industria de Radio                                   | Vladímir Shimko               | PCUS    |
| Ferrocarriles                                        | Nikolái Konariev              | PCUS    |
| Construcción Naval                                   | Igor Koksanov                 | PCUS    |
| Comercio                                             | Konrat Terej                  | PCUS    |
| Construcción de Transportes                          | Vladímir Brézhnev             | PCUS    |
| Recuperación de Tierras y Conservación del Agua      | vacante                       | PCUS    |
| Comité Estatal de Planificación                      | Yuri Masliúkov                | PCUS    |
| Comité de Seguridad del Estado                       | Vladímir Kriuchkov            | PCUS    |